# Torneo de las Cuatro Naciones 1935
El Torneo de las Cuatro Naciones de 1935 (Home Nations Championship 1935) fue la 48° edición del principal Torneo de rugby del Hemisferio Norte.
El campeón del torneo fue Irlanda.

## Clasificación
| Lugar | Selección  | Partidos | Partidos | Partidos  | Partidos | Puntos  | Puntos    | Puntos | Tabla de puntos |
| Lugar | Selección  | Jugados  | Ganados  | Empatados | Perdidos | A favor | En contra | dif.   | Tabla de puntos |
| ----- | ---------- | -------- | -------- | --------- | -------- | ------- | --------- | ------ | --------------- |
| 1     | Irlanda    | 3        | 2        | 0         | 1        | 24      | 22        | +2     | 4               |
| 2     | Inglaterra | 3        | 1        | 1         | 1        | 24      | 16        | +8     | 3               |
| 2     | Gales      | 3        | 1        | 1         | 1        | 16      | 18        | -2     | 3               |
| 4     | Escocia    | 3        | 1        | 0         | 2        | 21      | 29        | -8     | 2               |

## Resultados
| 19 de enero | Inglaterra | 3 - 3 | Gales | Londres, |  |

| 2 de febrero | Gales | 10 - 6 | Escocia | Cardiff, |  |

| 9 de febrero | Inglaterra | 14 - 3 | Irlanda | Londres, |  |

| 23 de febrero | Irlanda | 12 - 5 | Escocia | Dublín, |  |

| 9 de marzo | Irlanda | 9 - 3 | Gales | Belfast, |  |

| 16 de marzo | Escocia | 10 - 7 | Inglaterra | Edimburgo, |  |

## Premios especiales
- Copa Calcuta:  Escocia